# Christi Matri
Christi Matri è una enciclica pubblicata da papa Paolo VI il 15 settembre 1966.

Il papa invita i cattolici ad invocare in modo speciale Maria nel mese di ottobre per la causa della pace.

## Contenuto
- Motivi di grave apprensione
- Multiforma continua attività per sostenere la causa della pace
- Riunirsi ed avviare sollecite leali trattative
- La pace, dono inestimabile del cielo